# Lubiń (Kościan)
Pour les articles homonymes, voir Lubiń.
Lubiń (prononciation : [ˈlubiɲ]) est un village polonais de la gmina de Krzywiń dans le powiat de Kościan de la voïvodie de Grande-Pologne dans le centre-ouest de la Pologne.
Il se situe à environ 6 kilomètres à l'est de Krzywiń (siège de la gmina), à 22 kilomètres au sud-est de Kościan (siège du powiat) et à 49 kilomètres au sud de Poznań (capitale régionale).

## Histoire
De 1975 à 1998, le village faisait partie du territoire de la voïvodie de Leszno.

Depuis 1999, Lubiń est situé dans la voïvodie de Grande-Pologne.

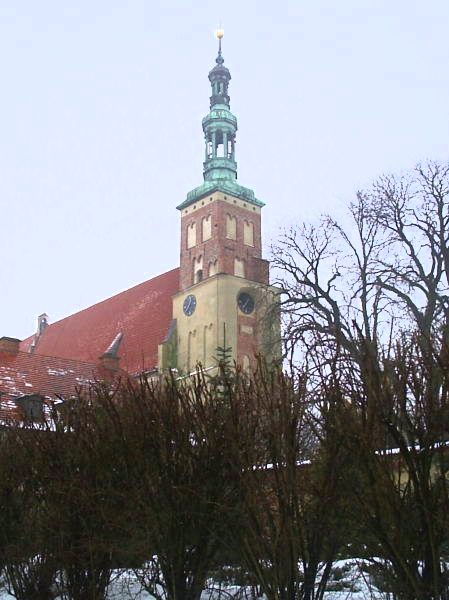
L'église de la Nativité de la Bienheureuse Vierge Marie (XVIIIe siècle).
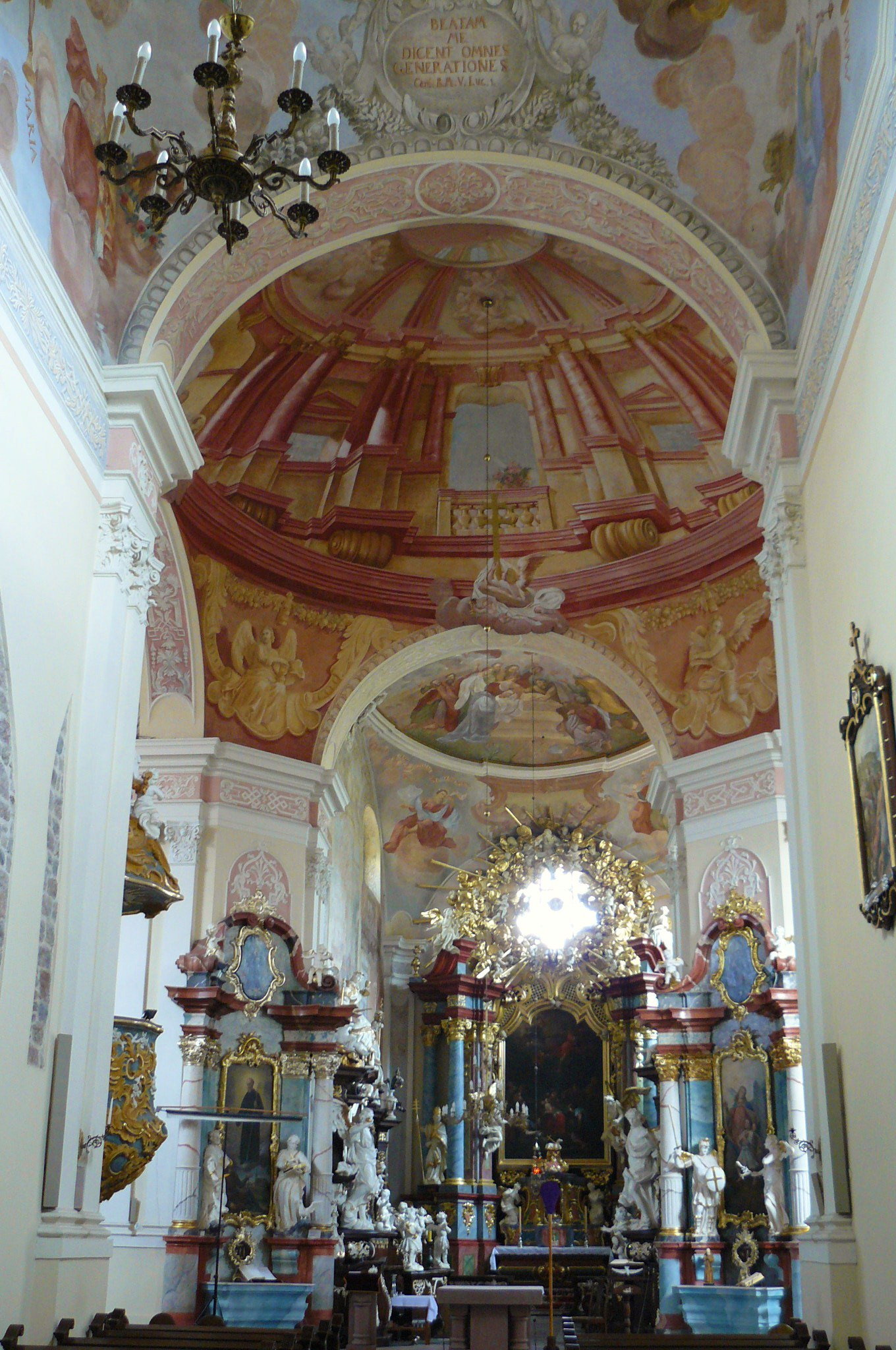
L'intérieur de l'église de la Nativité de Marie.
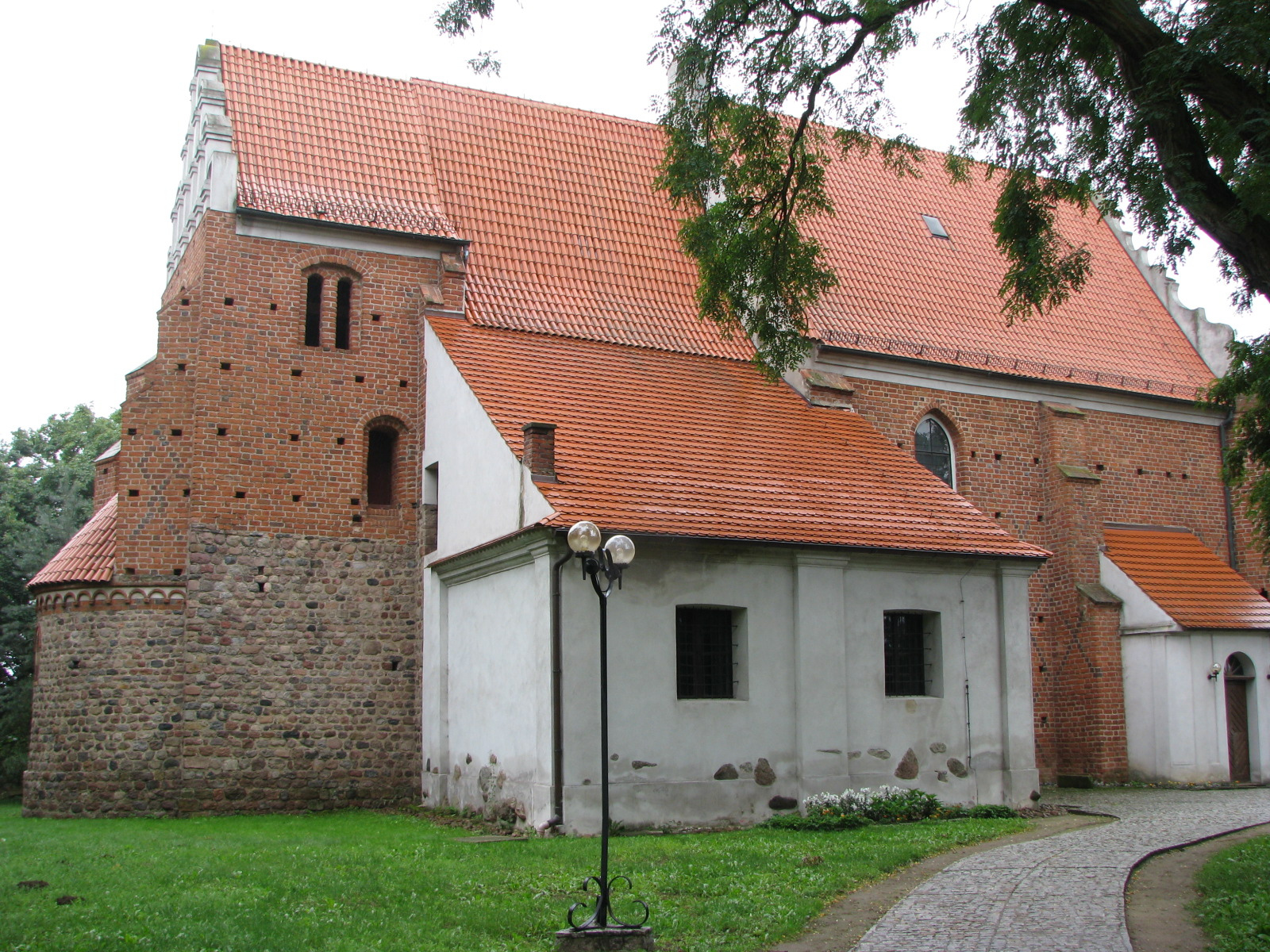
L'église saint Léonard (XVIe siècle).